# Фаш, Иоганн Фридрих
Иоганн Фридрих Фаш (нем. Johann Friedrich Fasch, 1688–1758) — немецкий композитор эпохи барокко.

## Биография
В 1700 году стал хористом придворной капеллы в Вайсенфельсе. С 1701 года обучался в Томасшуле в Лейпциге; в 1708 году поступил в Лейпцигский университет, где изучал теологию и право. К 1711 и 1712 годам относится несколько опер для ярмарки в Наумбурге и для двора в Цайце. Между 1713 и 1715 годами совершенствовался в Дармштадте у К. Граупнера и Г. Грюневальда. С 1722 года служил придворным капельмейстером в Цербсте.
Бах высоко ценил Фаша.
Его сын Карл Фридрих Христиан Фаш (1736–1800) основал в 1791 году Sing-Akademie в Берлине.